# John Devitt
John Thomas Devitt (Granville, 4 de fevereiro de 1937 – 17 de agosto de 2023) foi um nadador australiano, campeão olímpico em 1956 e 1960.
Foi recordista mundial dos 100 metros livres entre 1957 e 1961.

## Morte
Devitt morreu no dia 17 de agos de 2023, aos 86 anos.